# Kriptozoologija
Kríptozoologíja (grško κρυπτος: kryptos - 'tajen', 'skrit' + zoos, 'živalski' + logos, 'znanost') je biološka veda o doslej še nedokaznem obstoju nekaterih živalskih vrst, kot so npr. jeti v Himalaji in Nessie v Loch Nessu. Skuša dokazati obstoj nekaterih mitoloških/mističnih bitij.
Po mnenju uveljavljenih zoologov je kriptozoologija psevdoznanost zaradi zanašanja na anekdotična pričevanja in pomanjkanja fizičnih dokazov za svoje teorije.
Kriptozoologi se opirajo na občasna poročila očividcev o čudnih bitjih, ki se razlikujejo od znanih in določenih vrst. Za ta bitja se uporablja izraz "Kriptidi".

## Zgodovina, etimologija in pristop
Uvedba novega izraza »kriptozoologija« se največkrat pripisuje belgijsko-francoskemu zoologu Bernardu Heuvelmansu. Ta v svoji knjigi V lovu za morskimi kačami uvedbo in uporabo tega izraza pripisuje škotskemu raziskovalcu in avanturistu Ivanu T. Sandersonu. Ob raziskovanju porekla te psevdoznanstvene discipline je Hevelmans v svojem delu »Na sledi za neznanimi živalmi« (Sur la Piste des Bêtes Ignorées), objavljenem leta 1955, kot njenega avtorja navaja Anthonida Cornelisa Oudemansa in njegovo študijo »Velike morske kače« iz leta 1892. Hevelmans meni da kriptozoologija mora imeti znanstveno osnovo, a da mora biti znanstveni pristop odprt in interdisciplinaren. Prav tako poudarja, da mora biti posebna pozornost namenjena lokalnim, urbanim in ljudskim virom, ki opisujejo ta bitja.
Medtem ko biologi redno prepoznavajo nove vrste, se kriptozoologi osredotočajo na bitja iz ljudskih pripovedi in tako lahko posledično vsaka žival iz teh pripovedi velja za kriptida. Najslavnejše so Loch Ness, Bigfoot, chupacabras in tudi druge, ki bi jih lahko označili kot pošasti. 